# Microgomphus camerunensis
Microgomphus camerunensis – gatunek ważki z rodziny gadziogłówkowatych (Gomphidae).